# لطفاً مرا خشنود کن (آلبوم)
لطفاً مرا خشنود کن (به انگلیسی: Please Please Me) اولین آلبوم گروه راک انگلیسی بیتلز می‌باشد.
پارلفون آلبوم را در ۲۲ مارس ۱۹۶۳ (میلادی) در انگلستان پخش و توزیع کرد.
آلبوم شامل چهارده آهنگ است که هشت آهنگ آن توسط جان لنون و پل مک کارتنی نوشته شده‌است. مجله رولینگ استون در سال ۲۰۱۲ لیستی از ۵۰۰ آلبوم برتر تمام دوران ارائه کرد که آلبوم لطفاً مرا خشنود کن در رتبه ۳۹ آن قرار گرفت.

## ضبط

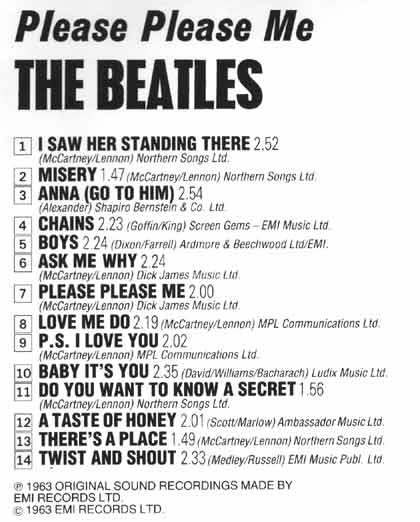
پشت جلد نسخه سی دی ۱۹۸۷

به منظور ضبط این آلبوم که چهارده آهنگ داشت بیتلز و جرج مارتین تهیه کننده آلبوم با هم در ساعت ۱۰:۰۰ روز دوشنبه، ۱۱ فوریه ۱۹۶۳ شروع به ضبط کردند و کمتر از ۱۳ ساعت بعد کار ضبط پایان یافت.

در این آلبوم تک‌آهنگ لطفاً مرا خشنود کن و دوستم بدار از قبل ضبط شده بود.
| بررسی انتقادی                  | بررسی انتقادی |
| منبع                           | رتبه‌بندی      |
| ------------------------------ | ------------- |
| آل موزیک                       | [ ۲ ]         |
| بی بی سی                       | favourable    |
| سی او اس                       | [ ۴ ]         |
| دیلی تلگراف                    | [ ۵ ]         |
| دانشنامه آزاد موسیقی عامه پسند | [ ۶ ]         |
| پست (مجله)                     | 92/100        |
| پیفورک مدیا                    | 9.5/10        |
| رولینگ استون                   | not rated     |
| رولینگ استون آلبوم             | [ ۱۰ ]        |
| اسپوتنیک موزیک                 | 4/5           |

| بخش یک | بخش یک                                | بخش یک           | بخش یک |
| شماره  | نام                                   | خواننده اصلی     | مدت    |
| ------ | ------------------------------------- | ---------------- | ------ |
| ۱.     | «او را ایستاده در آن جا دیدم»         | مک کارتنی        | ۲:۵۴   |
| ۲.     | «بدبختی»                              | لنون و مک کارتنی | ۱:۴۹   |
| ۳.     | «آنا (به سراغش برو)» (آرتور آلکساندر) | لنون             | ۲:۵۷   |
| ۴.     | «زنجیرها» (گوفین، کارول کینگ)         | جرج هریسون       | ۲:۲۶   |
| ۵.     | «پسرها» (دیکسون، فارل)                | رینگو استار      | ۲:۲۷   |
| ۶.     | «از من بپرس چرا»                      | لنون             | ۲:۲۶   |
| ۷.     | «لطفاً مرا خشنود کن»                   | لنون و مک کارتنی | ۲:۰۳   |

| بخش دو | بخش دو                                   | بخش دو           | بخش دو |
| شماره  | نام                                      | خواننده اصلی     | مدت    |
| ------ | ---------------------------------------- | ---------------- | ------ |
| ۱.     | «دوستم بدار»                             | مک کارتنی و لنون | ۲:۲۳   |
| ۲.     | «در ضمن دوستت دارم»                      | مک کارتنی        | ۲:۰۴   |
| ۳.     | «عزیز این تویی» (باچاراچ، دیوید، دیکسون) | لنون             | ۲:۴۰   |
| ۴.     | «می خواهی رازی را بدانی»                 | هریسون           | ۱:۵۹   |
| ۵.     | «طعمی از عسل» (اسکات، مارلو)             | مک کارتنی        | ۲:۰۳   |
| ۶.     | «جایی هست»                               | لنون و مک کارتنی | ۱:۵۱   |
| ۷.     | «بچرخان و فریاد بزن» (مدلی، راسل)        | لنون             | ۲:۳۷   |